# 科利丘吉诺区
科利丘吉诺区（俄语：Кольчугинский район）是俄罗斯联邦弗拉基米尔州下辖的一个区，其行政中心为科利丘吉诺。据2016年统计，该区的人口为53604人。